# Smalltown Supersound
Smalltown Supersound  es una compañía discográfica independiente noruega fundada en 1993 por Joakim Haugland inicialmente fundada en Flekkefjord y después fue mudada hacia la capital Oslo.
La discográfica se caracteriza por tener un repertorio de artistas ligados al vanguardismo y al seguimiento de culto en la cual tiene una conservación de la misma, contando con elementos musicales igual del jazz y electrónica, pero principalmente del rock. La mayoría de los artistas que están fichados con la discográfica son originarios del mismo país de Noruega.
La discográfica forma parte del movimiento underground llamado DIY.
La discográfica cuenta con una subdiscográfica llamada Smalltown Superjazz que fue fundada en el 2004 en la cual aborta artistas del jazz y también del punk rock y del punk jazz.

## Algunos artistas de la discográfica
- 120 Days
- Dungen
- Ken Vandermark
- Kevin Drumm
- Merzbow
- Nisennenmondai